# Madison Beer
Madison Elle Beer, född 5 mars 1999 i Jericho, New York, är en amerikansk sångerska och låtskrivare. Hennes karriär startade när hon var 13 år gammal då Justin Bieber tweetade en länk till en cover som hon sjöng på sin Youtubekanal. 2013 släppte hon sin debutsingel 2013 Melodies. 2018 släppte hon sin EP As She Pleases, där singlarna Dead och Home with You fanns. Kort därefter fick hon ett skivkontrakt med Island Records. I februari 2018 släppte Beer sitt debutalbum As She Pleases och året efter fick hon ett skivkontrakt med Epic Records med planer att släppa sitt andra album Life Support under 2020.
Beer skrev på med Epic Records 2019. Hon släppte sitt debutstudioalbum, Life Support, 2021. Albumet stöddes av flera singlar, inklusive "Selfish", som fick en RIAA-Platinum-certifiering. Hennes andra studioalbum, Silence Between Songs, släpptes 2023. Det fick en nominering för bästa ljudalbum vid den 66:e årliga Grammy Award. År 2024 släppte Beer Make You Mine, för vilken hon fick en nominering för bästa danspopinspelning vid den 67:e årliga Grammy Awards.
Förutom sitt soloarbete har Beer varit röstskådespelare för den virtuella karaktären Evelynn i League of Legends virtuella band K/DA, med vilka hon har släppt singlarna Pop/Stars (2018) och More  (2020). Hon har också medverkat i tv-serier som Todrick  (2015) och RuPaul's Drag Race  (2020) och i filmen Louder Than Words (2013).

## Biografi

### Tidigt liv
Madison Elle Beer föddes i Jericho, New York, i en judisk familj i Ashkenazi den 5 mars 1999.
Hennes far, Robert Beer, är fastighetsutvecklare, och hennes mor, Tracie, arbetade som inredningsarkitekt innan hon lade det åt sidan för att hjälpa till med Madisons karriär. Madison Elle har en yngre bror som heter Ryder. Beer dök upp på omslaget till tidningen Child efter att ha vunnit en modelltävling vid fyra års ålder. När hon var runt sex eller sju år gammal, utsattes hon för sexuella övergrepp av någon som ofta var i närheten av henne. Hennes föräldrar skilde sig när hon var sju år. Hon firade sin bat mitzva i mars 2012.

### Karriär

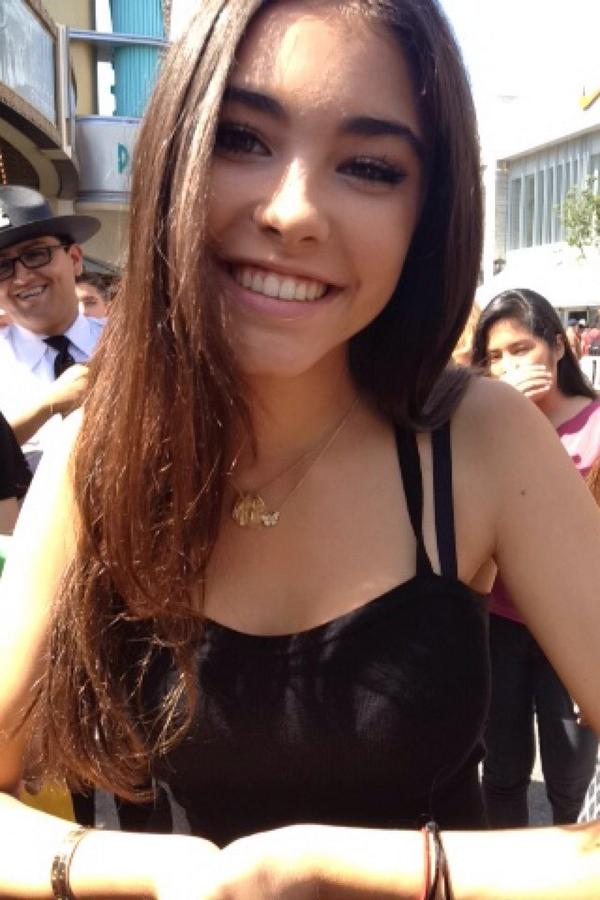
Beer i september 2014

Beer började lägga upp videor på YouTube med henne sjungande covers av populära låtar i början av 2012.  De uppmärksammades av Justin Bieber, som twittrade en länk till hennes omslag av Etta James Madison Elle At Last till sina följare. Detta fick Beer att spridas över hela världen på Twitter och få betydande mediabevakning. Bieber tecknade Beer personligen till skivbolaget som han är signerad till, Island Records, och vid den tiden leddes hon av Biebers manager Scooter Braun.
Beer samarbetade med Monster High och spelade in en temalåt för franchisen med titeln We Are Monster High. I februari 2013 återsläppte Cody Simpson sin låt Valentine med Beer, som spelades på Radio Disney, men släpptes aldrig officiellt. Den 12 september 2013 släppte Beer sin debutsingel och musikvideo som heter Melodies och skrevs av Peter Kelleher, Ben Kohn, Thomas Barnes och Ina Wroldsen. Videon innehöll ett gästspel av Bieber.
Beer började arbeta med sitt debutalbum som var planerat att ha pop- och R&B-influenser, och hon sade att det "kommer att finnas långsamma låtar, sorgliga låtar, glada låtar, sånger om pojkar och låtar om att vara den du är. Jag ser till att jag är nöjd med alla låtarna, för om jag inte är nöjd med dem, kan jag inte förvänta mig att någon annan ska bli det, du vet att albumet har blivit skrotat?"
Unbreakable var den andra singeln som släpptes av Beer. Låten släpptes den 17 juni 2014 och skrevs av Jessica Ashley, Evan Bogart, Heather Jeanette Miley, Matt Schwartz, Emanuel Kiriakou och Andrew Goldstein och producerades av de två sistnämnda. Den 16 februari 2015 tillkännagavs det att Beer skulle bli utvald artist i en ny singel av DJs Mako med titeln I Won't Let You Walk Away. Låten släpptes för digital nedladdning den 24 februari 2015, tillsammans med en musikvideo. Låten kompå plats 43 på Hot Dance/Electronic Songs, som nummer 33 på Dance/Electronic Digital Songs och som nummer 19 på Dance/Mix Show Airplay-listorna i USA. 24 september 2015 släppte Beer "All For Love" me den amerikanska duo Jack & Jack. Den 24 september 2015 släppte Beer All For Love med den amerikanska duon Jack & Jack.

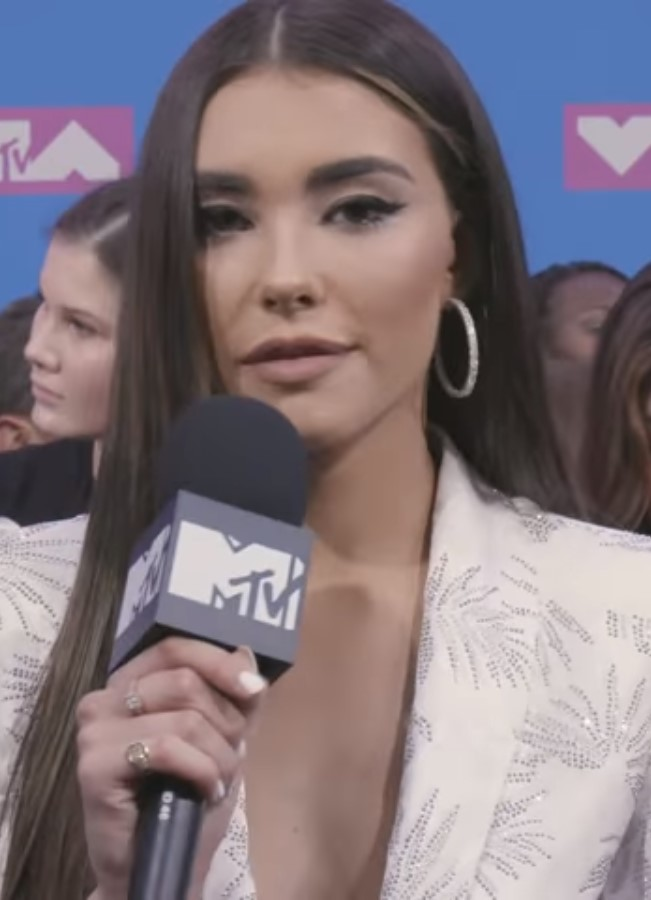
Beer på MTV Video Music Awards 2018

Beer spelade in sin EP, med titeln As She Pleases, under en treårsperiod. Den släpptes den 2 februari 2018. Samma månad var hon med på Dolce & Gabbanas höstshow 2017 på Milanos modevecka. Dead släpptes som ledande singel från EP:n den 19 maj 2017. Musikvideon släpptes senare den 3 augusti 2017. Sedan släppte Beer Say It to My Face som den andra singeln på EP 3 november 2017. Musikvideon släpptes 15 november 2017.
Den 10 mars 2018 släpptes Home with You som den tredje och sista singeln från EP:n. I augusti 2018 nådde låten nummer 21 på Billboard Mainstream Top 40-listan, vilket gjorde henne till den enda kvinnliga soloartist på listorna som inte hade ett stort musikbolag bakom sig. Hon gjorde sin officiella festivaldebut på Lollapalooza den 2 augusti 2018 i Chicago. Beer var med på Blame It On Love, en låt från den franska DJ:n David Guettas sjunde studioalbum. Videospelsutvecklaren Riot Games släppte en låt och en musikvideo till Pop/Stars den 3 november 2018. Låten framförs av Beer, Miyeon och Soyeon från (G)I-DLE och Jaira K-DA/Burns under en virtuell K-DLE-grupp. Den här låten användes som en temalåt för onlinespelet League of Legends mot slutet av 2018. Den 9 november 2018 släppte Beer Hurts Like Hell med den amerikanska rapparen Offset.

### Artisteri och påverkan
Beer har sagt att hennes inspiration den musik hon är intressrad av  och det låtskrivande hon håller på med är inspirerat av Arctic Monkeys, Lana Del Rey, Daft Punk, Melanie Martinez, Lady Gaga, och Ariana Grande. På frågan om hon var inspirerad av Ariana Grande, svarade Beer "Jag menar, du vet att Ariana har varit en av mina favoritmänniskor någonsin för så mycket av min karriär och sånt, till och med precis före min karriär, så jag är säker på att hon definitivt har påverkat mig, mycket... Men jag hatar den här berättelsen som sprids om mig och henne, du vet, att det här är någon som jag tävlar med, att jag gillar att det här är en tävling."

### Privatliv
Beer bor i Los Angeles.

#### Sexualitet och relationer
2016 diskuterade Beer sin sexualitet i en YouNow-chatt och sa: "Jag är inte lesbisk, men jag älskar definitivt tjejer", och att hon har varit kär i en kvinna tidigare. Hon tog upp sin sexualitet igen i en TikTok-livestream i mars 2020 och sa att hon är bisexuell: "'Är du bi?' Ja, jag kom ut för fyra, tre år sedan skulle jag säga att folk alltid frågar mig det, och jag har svarat på den här frågan så många gånger... Jag är bi, har alltid varit, det är inget nytt.
Beer hade ett förhållande med Jack Gilinsky från Jack & Jack från 2015 till 2017. Efter att ha gjort slut med Gilinsky dejtade hon Brooklyn Beckham under en kort period. Hon dejtade kort Brooklyn Beckham efter uppbrottet med Gilinsky. Hon var i ett på-och-av-förhållande med Zack Bia från slutet av 2017 till början av 2019. Hon dejtade kortvarigt Brooklyn Beckham sedan hon hade brutit med Gilinsky.

### Mental hälsa
Beer har kämpat med psykiska störningar och har uppgett att sociala medier och Internet har bidragit till dem. Hon har ägnat sig åt självskador och har fått diagnosen emotionellt instabilt personlighetssyndrom. När Beer var 15 läckte nakenvideor av henne ut på Internet. Händelsen, som hon säger påminde henne om de sexuella övergrepp hon upplevde som barn, bidrog till att hon utvecklade posttraumatiskt stresssyndrom (PTSD) och försökte begå självmord två gånger.